# Coleophora hilmendella
Coleophora hilmendella é uma espécie de mariposa do gênero Coleophora pertencente à família Coleophoridae.